# ミハイル・ロンム
ミハイル・イリイチ・ロンム（ロシア語: Михаи́л Ильи́ч Ромм, ラテン文字転写: Mikhail Il'ich Romm, 1901年1月24日 - 1971年11月1日）は、ソビエト連邦の映画監督、脚本家。

## フィルモグラフィ
- 『十月のレーニン』 - Ленин в октябре（1937年、監督）
- 『夢』 - Мечта （1943年、監督・脚本）
- 『一年の九日』 - Де́вять дней одного́ го́да （1962年、監督・脚本）
- 『ありふれたファシズム 野獣たちのバラード』 - Обыкновенный фашизм （1965年、監督・脚本）